# Filgueira (Palas de Rey)
Filgueira (llamada oficialmente San Tomé de Filgueira) es una parroquia y una aldea española del municipio de Palas de Rey, en la provincia de Lugo, Galicia.

## Organización territorial
La parroquia está formada por diez entidades de población, constando seis de ellas en el nomenclátor del Instituto Nacional de Estadística español:

### Entidades de población
Entidades de población que forman parte de la parroquia:
- Aquelcabo
- A Baiuca
- Barreiras (A Barreira)
- Carrizo (O Carrizo)
- Os Curros
- Filgueira
- Leiras
- Remonde
- Terreo dos Cruceiros

### Despoblado
Despoblado que forma parte de la parroquia:
- Monte (O Monte)

## Demografía

### Parroquia
| Gráfica de evolución demográfica de Filgueira (parroquia) entre 2000 y 2020 |
|                                                                             |
| Datos según el nomenclátor publicado por el INE.                            |

### Aldea
| Gráfica de evolución demográfica de Filgueira (aldea) entre 2000 y 2020 |
|                                                                         |
| Datos según el nomenclátor publicado por el INE.                        |